# International Standards for Assurance Engagements
Die International Standards for Assurance Engagements (kurz ISAE) sind vom International Auditing and Assurance Standards Board der International Federation of Accountants veröffentlichte Standards zum Vorgehen von Wirtschaftsprüfern.

## Hintergrund
2004 veröffentlichte das IAASB ein Rahmenwerk für Prüfungsaufträge, das 2013 überarbeitet wurde. Dieses Rahmenwerk legt allgemeine Grundsätze für das Vorgehen von Wirtschaftsprüfern bei der Übernahme von Tätigkeiten fest, wobei zwischen Audits, Reviews und anderen Tätigkeiten unterschieden wird. Während für Audits und Reviews die einschlägigen Regelungen in den ebenfalls vom IIASB im Auftrag der IFAC verfassten International Standards on Auditing bzw. International Standards on Review Engagements enthalten sind, geben die ISAE berufsständische Vorgaben für die anderen Tätigkeiten.

## Aktuelle Standards
- ISAE 3000 (revised): Allgemeine Vorgaben zu Tätigkeiten bei Engagements, die keinen Audit oder Review darstellen
- ISAE 3402: Prüfungstätigkeit und -berichterstattung zu Kontrollen bei Dienstleistungsunternehmen
- ISAE 3410: Prüfungstätigkeit bezüglich Aussagen zu Treibhausgasen
- ISAE 3420: Prüfungstätigkeit bezüglich in einem Wertpapierprospekt enthaltener Finanzinformationen

Dabei ist insbesondere die Norm ISAE 3402 (oder auch SSAE16 oder SOC1 genannt) für Finanzinstitute relevant.